# Boda real de Rainiero III de Mónaco con Grace Kelly
La boda de Rainiero III, Príncipe de Mónaco, y Grace Kelly, tuvo lugar los días 18 y 19 de abril de 1956 en el Palacio del Príncipe de Mónaco y la Catedral de San Nicolás. El novio era el príncipe soberano del Principado de Mónaco. La novia era una estrella de cine estadounidense.
La boda fue vista por más de 30 millones de espectadores en televisión en vivo, transmitida por Metro-Goldwyn-Mayer Studios. El matrimonio recibió la atención masiva del público, descrito como la "boda del siglo" y la "boda más esperada del mundo" por los medios, así como "el primer evento moderno en generar una exageración mediática" por el biógrafo Robert Lacey.

## Anuncio de compromiso
Rainiero era, en el momento de su compromiso, el príncipe de Mónaco, habiendo ascendido al trono en mayo de 1949, tras la muerte de su padre, el príncipe Luis II de Mónaco, mientras que Grace Kelly era una actriz estadounidense que protagonizó varias películas importantes en la década de 1950, como La ventana indiscreta (1954) con James Stewart and The Country Girl (1954) con Bing Crosby, por la que ganó el Premio de la Academia a la Mejor Actriz.

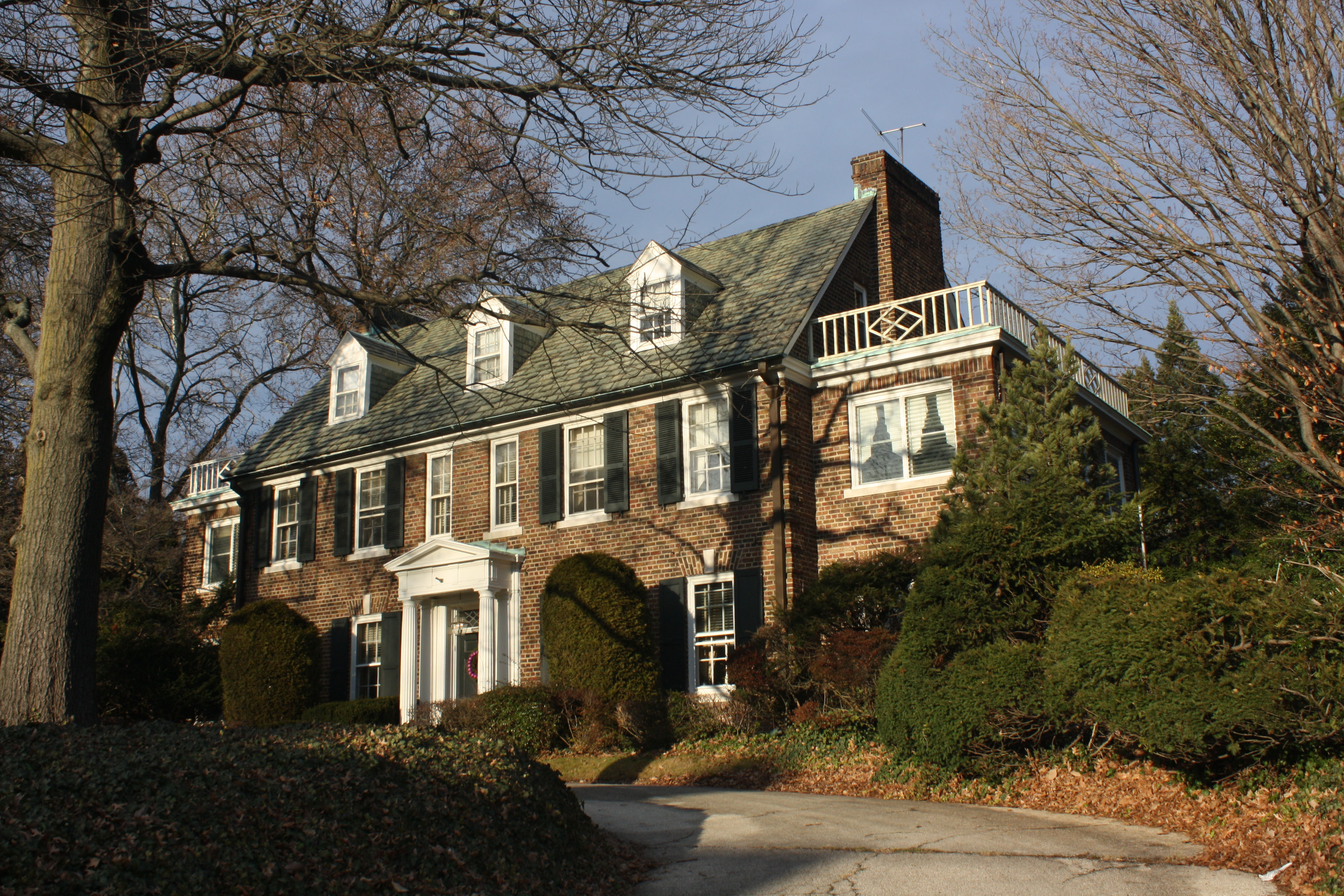
Kelly Family Home en East Falls, Filadelfia, Pensilvania, donde Rainier le propuso matrimonio a Grace

En abril de 1955, Kelly fue enviada por Paramount Studios para promocionar The Country Girl en el Festival de Cine de Cannes. Mientras viajaba en un tren a la Riviera francesa, la pasajera Olivia de Havilland transmitió una oferta de su entonces esposo, Pierre Galante, para acompañar a Kelly a una reunión con el Príncipe, acompañada por el editor en jefe de Paris Match, Gaston Bonheur. Inicialmente, ella se negó y solicitó el permiso del estudio que patrocinaba su viaje. Finalmente, se programó una sesión de fotos en el Palacio del Príncipe de Mónaco el 6 de mayo de 1955. Debido a un corte de energía como resultado de una huelga de trabajadores en Cannes, Kelly se diseñó con un patrón de vestido McCall floral sin arrugas y sin plancha, con su cabello aún húmedo en un recogido con flores.  Otras complicaciones incluyeron que el grupo de escolta de Kelly estuvo involucrado en un accidente automovilístico menor, lo que retrasó su llegada. Su reunión fue fotografiada en el Palacio, y Rainiero y Kelly luego hicieron un recorrido por la residencia, que incluía el zoológico privado que pertenecía a la Familia Principesca. La futura pareja se volvió a encontrar en un cóctel en Cannes. Más tarde describió al príncipe como "encantador". Kelly estaba saliendo con el actor francés Jean-Pierre Aumont cuando se conocieron.
Después de un año de correspondencia, Rainiero le propuso matrimonio a Kelly durante la Navidad de 1955 en la casa de su familia en East Falls, Pensilvania. Su compromiso se anunció el 5 de enero de 1956, y la pareja participó en una conferencia de prensa en el Philadelphia Country Club. Se llevó a cabo una fiesta de anuncio en Irisbrook, la casa de William Raskob (hermano de John J. Raskob), en Wilmington, Delaware. Más tarde se llevó a cabo un baile de celebración en su honor en el Waldorf Astoria New York.  El anillo de compromiso inicial de Kelly se formó a partir de dos reliquias familiares, formando aros de diamantes y rubíes entrelazados. Al comienzo de la filmación de High Society a finales de ese mes, Rainiero le regaló un segundo anillo de compromiso de diamantes hecho por Cartier para que lo usara durante la producción, en lugar de un accesorio. El segundo anillo presentaba un diamante talla esmeralda de 10,5 quilates flanqueado por baguettes de diamantes. Según los informes, la familia de Kelly pagó $ 2 millones en dote; la mitad provenía de su herencia, mientras que la otra de sus propias ganancias.

## Boda
Dos semanas antes de su boda, Kelly navegó de Nueva York a Mónaco en el SS Constitution con 65 familiares y amigos, y fue recibida por 20.000 residentes monegascos a su llegada.. Las celebraciones atrajeron a 1.500 periodistas.
Tras la amplia cobertura de su compromiso, marcas como Max Factor afirmaron falsamente que crearía los cosméticos que se usarían el día de su boda, y el fabricante de calcetería Willy's de Mond afirmó que fabricarían medias adornadas con perlas personalizadas para la novia, ambos que fueron negados por los representantes de Kelly. En la semana previa a la boda, la multitud de reporteros y fanáticos alcanzaron tal fervor que el gobierno llamó a la policía antidisturbios francesa.

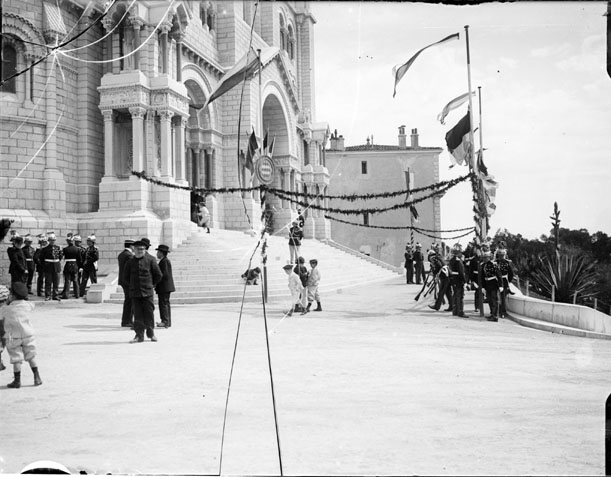
La boda religiosa se celebró en la Catedral de San Nicolás

El Código Napoleónico de Mónaco requería la realización de dos ceremonias, con una boda religiosa que requería el requisito previo de una ceremonia legal. La ceremonia civil tuvo lugar en la sala del trono del Palacio el 18 de abril de 1956, presidida por Marcel Portanier, Ministro de Justicia del Principado. El matrimonio se solemnizó ante la presencia de 80 invitados, entre los que se encontraban representantes de 24 naciones, y finalizó con el rezo de los 142 títulos oficiales de Gracia heredados por matrimonio, en femenino. La ceremonia fue seguida por una gala, que tuvo lugar después de una función vespertina en la Opéra de Monte-Carlo, a las que asistió la pareja.
El 19 de abril de 1956 se llevó a cabo la ceremonia eclesiástica en la Catedral de San Nicolás, con la Solemne Misa Pontificia presidida en francés por el obispo Gilles Barthe, en presencia de 700 invitados. El sacerdote John Cartin de la parroquia de la ciudad natal de la Princesa Grace, la iglesia católica de St. Bridgets en Filadelfia, Pensilvania, acompañó a la Princesa Grace a Mónaco y fue su sacerdote personal quien acompañó a la pareja en el altar. La catedral estaba decorada con lirios, lilas blancas y dragones, que colgaban de cestas y candelabros. El altar en sí estaba rodeado de velas parpadeantes. Además, los guardias de honor de los buques de guerra visitantes de Gran Bretaña, Francia, Italia y los Estados Unidos estaban estacionados fuera del edificio. El servicio comenzó con la llegada de Grace, caminada por el pasillo junto a su padre, John Kelly, junto con el cortejo nupcial. De acuerdo con la tradición de Mónaco, el novio hizo su entrada después de la novia, con trompetas señalando su llegada. La pareja se reunió en el altar, profesando sus votos e intercambiando un solo anillo antes de arrodillarse para orar y recibir la comunión. El príncipe y la princesa de Mónaco, recién casados, partieron de la iglesia para la recepción en un Rolls-Royce, que les regaló el pueblo de Mónaco. Se celebró una recepción en el Hotel de París para 600 invitados y 3.000 ciudadanos monegascos, con un pastel de bodas de seis niveles que reproducía el Palacio del Príncipe en azúcar, que se cortó con la espada ceremonial de Rainiero.
Ambas ceremonias fueron transmitidas por MGM a cambio de la liberación de Grace de su contrato, atrayendo a más de 30 millones de espectadores. El Príncipe y la Princesa luego describirían los servicios como "'abrumadores'; con las palabras 'emocionado' o 'lleno de alegría' no son suficientes para expresar sus sentimientos", según su hijo, el Príncipe Alberto II de Mónaco en el 2017.  Rainiero comentó más tarde que las celebraciones fueron "el circo más grande de la historia" y que la pareja "ambos acordaron que realmente deberíamos habernos casado en una pequeña capilla en las montañas".

## Traje de boda
Para la ceremonia civil, que se celebró en el salón del trono barroco del palacio el 18 de abril de 1956, el vestido que usó Kelly fue de tafetán rosa pálido, cubierto con encaje color crema, diseñado como un vestido ajustado de cuello alto con un vuelo falda. Ella complementó con guantes de cabritilla y una gorra Juliet a juego. Tanto los vestidos para las ceremonias civiles como las religiosas fueron diseñados por Helen Rose. Tres docenas de costureras trabajaron en su vestido de novia durante seis semanas. El vestido fue diseñado con lazada en el cuello alto, con el detalle que se extiende hasta las mangas largas, así como un panel ajustado en la cintura, que dio paso a una falda larga y ondulante. Los materiales del vestido incluían "veinticinco yardas de tafetán de seda, cien yardas de red de seda, peau de soie, tul y encaje de punta rosa de Bruselas de 125 años". El vestido fue un regalo de bodas para Kelly de los estudios MGM. La novia volvió a llevar un gorro de Julieta, que presentaba perlas de semillas y detalles de azahar. El velo se midió con 90 varas de tul. Otros accesorios de la boda incluyeron un ramo de lirios del valle, así como una pequeña Biblia. El novio vestía un traje militar de su propio diseño, basado en los uniformes de Napoleón Bonaparte.
Los vestidos de las damas de honor fueron diseñados por Joe Allen Hong en Neiman Marcus. La fiesta de bodas lució vestidos de organdí amarillo del mismo diseñador, hechos en Dallas y creados por la boutique Priscilla de Boston. Además, había seis asistentes menores (cuatro niñas y dos niños) que estaban vestidos de blanco.

## Invitados
Los 700 invitados incluyeron miembros de la realeza reinante, así como celebridades y miembros de la industria del entretenimiento, como Aristóteles Onassis, Cary Grant, David Niven y su esposa Hjördis, Gloria Swanson, Ava Gardner, Aga Khan III, Gloria Guinness y muchos más. otros. Se invitó a Frank Sinatra, que estaba en medio de una recuperación de su carrera, pero decidió no asistir para evitar eclipsar el evento.

## Luna de miel
El Príncipe Rainiero y la Princesa Grace partieron después de su boda para un crucero de luna de miel por el Mediterráneo de siete semanas en su yate, Deo Juvante II. Este yate a motor de 147 pies había sido diseñado por Charles E Nicholson y construido por Camper and Nicholsons en 1928 (número de astillero 357) como Motor Yacht Monica. Había sido comprada por Aristóteles Onasis en 1951, quien se la regaló a la pareja como regalo de bodas.